# Georgia Engel
Georgia Bright Engel (ur. 28 lipca 1948 w Waszyngtonie, zm. 12 kwietnia 2019 w Princeton) – amerykańska aktorka telewizyjna, filmowa i teatralna, szerokiej publiczności znana z ról Georgetty Franklin w sitcomie The Mary Tyler Moore Show oraz Pat MacDougall w serialu Wszyscy kochają Raymonda.

## Życiorys
Georgia Engel urodziła się w Waszyngtonie, jako córka Ruth Caroline Hendron i Benjamina Engela, oficera United States Coast Guard. Ukończyła Walter Johnson High School oraz studia na Academy of the Washington Ballet i University of Hawaii at Manoa. Jej siostra, Robin Ruth Engel, była Miss Hawajów w 1967.
Po ukończeniu studiów Engel pojawiła się w musicalach produkowanych przez American Light Opera Company. W 1969 przeprowadziła się do Nowego Jorku, gdzie zaczęła występować na Off-Broadwayu, a później w produkcjach broadwayowskich, m.in. Hello, Dolly!. W latach 1972–1977 wcielała się występowała w serialu The Mary Tyler Moore Show; rola Georgetty Franklin zapewniła jej dwie nominacje do nagrody Emmy. W kolejnych latach m.in. ponownie występowała z Betty White w The Betty White Show, oraz w serialach Goodtime Girls i Jennifer Slept Here.
W filmie zadebiutowała w 1971, rolą Margot w Odlocie. Pojawiała się także w produkcjach takich jak m.in. The Outside Man, Papa Was a Preacher oraz jako aktorka dubbingowa m.in. w The Care Bears Movie, Dr Dolittle 2, Sezon na misia.
W 2006 ponownie wystąpiła na Broadwayu, w musicalu The Drowsy Chaperone, grając u boku Sutton Foster i Edwarda Hibberta. Od 2012 roku, po 35 latach od zakończenia emisji The Mary Tyler Moore Show, spotkała się ponownie na planie z Betty White, wcielając się w rolę Mamie Sue Johnson w sitcomie Rozpalić Cleveland.